# Pandora
|  | Per a altres significats, vegeu «Pandora (desambiguació)». |

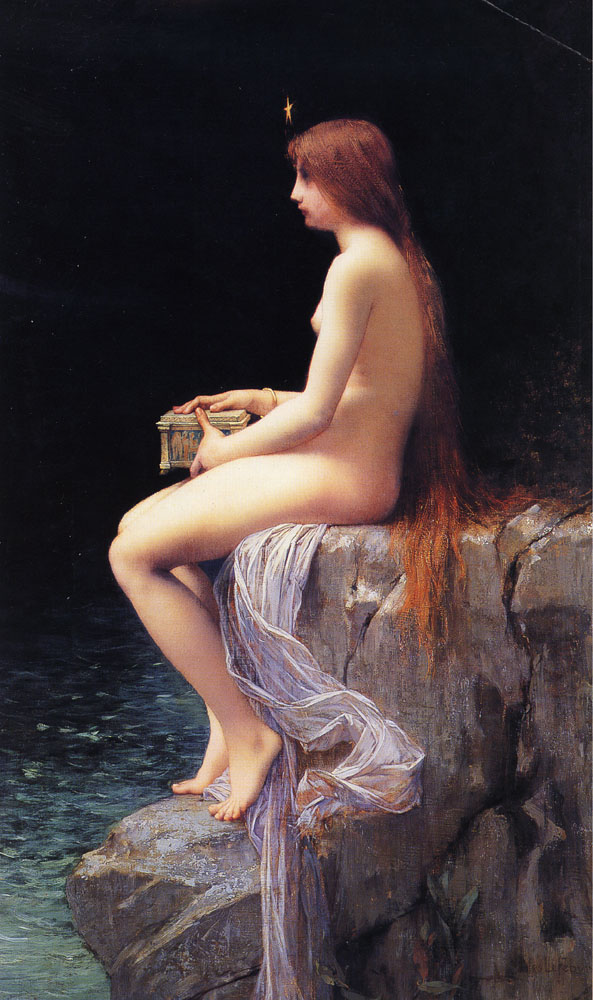
Pandora, pintura de Jules Joseph Lefebvre, 1882

Pandora (en grec antic Πανδώρα, etimològicament "que ha rebut tots els regals") és un personatge de la mitologia grega, conegut per haver portat tots els mals a la humanitat. El seu mite apareix en diverses obres antigues, entre les quals els escrits d'Hesíode, que li va donar la fama.

## Pandora i lacapsa
Pandora sorgeix a conseqüència del càstig de Zeus a Prometeu, qui va gosar enganyar-lo per ajudar els homes. Zeus va ordenar a Hefest que construís una bella figura a imitació de les deesses. Tot seguit va encomanar als altres déus que li fessin dons: Afrodita li va infondre l'encís, Atena el coneixement de les arts de la casa, Hermes li va proporcionar la paraula, la curiositat i la mentida. Així va néixer Pandora, la primera dona. Zeus també li va donar una capsa per a Prometeu, tot dient-li que era plena de tresors (segons el mite original, era una gerra o un pitos). Prometeu, que no es refiava de Zeus, li va dir a son germà Epimeteu que amagués la clau de la capsa.
Quan Epimeteu va veure Pandora, se n'enamorà i al cap d'un temps s'hi va casar. Li va prohibir que obrís la capsa divina seguint els consells de Prometeu. Pandora, però, era molt tafanera i, un dia, mentre Epimeteu dormia, li va prendre la clau i va obrir la capsa. De dintre en van sortir tots els mals que corren avui per la terra. Quan Pandora es va adonar del que havia fet, va tancar la capsa, però l'únic que va aconseguir que hi restés va ser l'esperança. Per això es diu que l'esperança és l'últim que perd l'home. Els mals que van eixir de la capsa també van provocar la mort de la mateixa Pandora.
D'aquesta llegenda se'n deriva la frase feta obrir la capsa de Pandora, que significa fer un acte impulsiu i irreflexiu que després comporta molts problemes, entrebancs o complicacions.
Una segona interpretació, més d'acord amb el significat del nom, sosté que la capsa contenia justament tots els béns per a la humanitat i que en obrir-la aquests van volar, tornant amb els déus. Només l'esperança va romandre al costat dels humans (la divinitat no la necessita) i davant dels mals els quedava aquest trist consol. En ambdós casos l'obertura de la capsa suposa la fi definitiva de l'edat d'or humana.

## Comparació entre Pandora i Eva
Des de l'antiguitat s'han comparat les figures de Pandora i Eva, fins i tot suggerint un origen comú. Les dues dones són creades per ordre o intervenció divina per a ser les companyes de l'home. Les dues es lliguen al mal per a la humanitat, Pandora amb la capsa i Eva com a causant del pecat original, que marca l'expulsió del Paradís. Igualment en ambdós casos el mal sorgeix perquè desobeeixen una ordre, volen saber més, la seva curiositat les porta al pecat usant un objecte diví sense permís.
Els dos mites presenten, tanmateix, algunes diferències. Eva va ser creada per un bon motiu, mentre que Pandora ja és creada com una trampa per a l'home, ja que segueix a la primera transgressió. En el cas del Gènesi és la parella que peca junta, mentre que al mite grec home i dona reben càstigs per diferents motius i en diferents moments. Eva prové de la costella d'Adam (creació més natural i superior), és ell qui està fet d'argila, mentre que Pandora ja està tota construïda artificialment. A la narració bíblica, per acabar, la transgressió d'Eva ve provocada per un agent extern, la serp, mentre que això no succeeix al cas hel·lènic, que en definitiva dibuixa una imatge molt més negativa de la dona.